# 方廷恩萊克斯 (密蘇里州)
方廷恩萊克斯（英語：Fountain N' Lakes）是位於美國密蘇里州林肯縣的村。

## 人口
根據2020年美國人口普查的數據，方廷恩萊克斯的面積為0.33平方千米，皆為陸地。當地共有人口169人，而人口密度為每平方千米512人。